# Casablanca (produtora)
Casablanca Filmes Ltda. é uma produtora audiovisual independente de São Paulo, com filial no Rio de Janeiro. 
Seu proprietário, Pedro Siaretta, ocupou a função de Diretor-Geral na teledramaturgia da Record, na época de telenovelas e séries como Turma do Gueto e Metamorphoses.
A produtora já foi responsável pela finalização de filmes como Meu Nome Não é Johnny e séries como 9mm: São Paulo e Na Mira do Crime. Foi sede das gravações do game show Um Contra Cem, apresentado por Roberto Justus no SBT. Atualmente, produz telenovelas e séries em parceria com a RecordTV. 
Em novembro de 2015, arrendou por 5 anos o RecNov, complexo de estúdios da emissora, alterando seu nome para Casablanca Estúdios. Através da Casablanca Online, fornece apoio para eventos esportivos e coberturas jornalísticas, dispondo da maior frota de unidades móveis de transmissão da América Latina.

## Produções
| #  | Estreia                | Final                  | Titulo                             | Cap. | Temp. | Horário | Emissora | Autoria                                                                               | Direção                                         | Ref.   |
| -- | ---------------------- | ---------------------- | ---------------------------------- | ---- | ----- | ------- | -------- | ------------------------------------------------------------------------------------- | ----------------------------------------------- | ------ |
| 01 | 4 de Novembro de 2002  | 20 de Setembro de 2004 | Turma do Gueto                     | 77   | 5     | 22h30   | RecordTV | Netinho de Paula Laura Malin                                                          | Pedro Siaretta Claudio Callao                   | [ 1 ]  |
| 02 | 14 de Março de 2004    | 27 de Agosto de 2004   | Metamorphoses                      | 122  | 1     | 20h15   | RecordTV | Arlette Siaretta Letícia Dornelles                                                    | Tizuka Yamasaki Pedro Siaretta                  | [ 2 ]  |
| 03 | 9 de março de 2015     | 11 de abril de 2015    | Buuu - Um Chamado para a Aventura  | 26   | 1     | 19h30   | Gloob    | Carlinhos Donelles                                                                    | Chris Tex                                       |        |
| 04 | 4 de abril de 2016     | 4 de julho de 2016     | Os Dez Mandamentos: Nova Temporada | 66   | 2     | 20h30   | Record   | Vívian de Oliveira                                                                    | Alexandre Avancini                              | [ 3 ]  |
| 05 | 31 de maio de 2016     | 9 de janeiro de 2017   | Escrava Mãe                        | 159  | 1     | 19h30   | Record   | Gustavo Reiz                                                                          | Ivan Zettel                                     | [ 4 ]  |
| 06 | 5 de julho de 2016     | 13 de março de 2017    | A Terra Prometida                  | 179  | 1     | 20h30   | Record   | Renato Modesto                                                                        | Alexandre Avancini                              | [ 5 ]  |
| 07 | 13 de março de 2017    | 20 de novembro de 2017 | O Rico e Lázaro                    | 181  | 1     | 20h45   | Record   | Paula Richard                                                                         | Edgard Miranda                                  | [ 6 ]  |
| 08 | 25 de julho de 2017    | 26 de janeiro de 2018  | Belaventura                        | 134  | 1     | 19h45   | Record   | Gustavo Reiz                                                                          | Ivan Zettel                                     | [ 7 ]  |
| 09 | 21 de novembro de 2017 | 25 de junho de 2018    | Apocalipse                         | 155  | 1     | 20h45   | Record   | Vívian de Oliveira                                                                    | Edson Spinello                                  | [ 8 ]  |
| 10 | 26 de junho de 2018    | 9 de julho de 2018     | Lia                                | 10   | 1     | 20h45   | Record   | Paula Richard                                                                         | Juan Pablo Pires                                | [ 9 ]  |
| 11 | 24 de julho de 2018    | 22 de abril de 2019    | Jesus                              | 193  | 1     | 20h45   | Record   | Paula Richard                                                                         | Edgard Miranda                                  | [ 10 ] |
| 12 | 21 de maio de 2019     | 9 de dezembro de 2019  | Topíssima                          | 145  | 1     | 19h45   | Record   | Cristianne Fridman                                                                    | Rudi Lagemann                                   | [ 11 ] |
| 13 | 10 de dezembro de 2019 | 20 de abril de 2020    | Amor sem Igual – Parte 1           | 93   | 1     | 21h00   | Record   | Cristianne Fridman                                                                    | Rudi Lagemann                                   | [ 12 ] |
| 14 | 28 de outubro de 2020  | 18 de janeiro de 2021  | Amor sem Igual – Parte 2           | 55   | 1     | 21h00   | Record   | Cristianne Fridman                                                                    | Rudi Lagemann                                   | [ 13 ] |
| 15 | 19 de janeiro de 2021  | 22 de novembro de 2021 | Gênesis                            | 220  | 1     | 21h00   | Record   | Camilo Pellegrini                                                                     | Edgard Miranda                                  | [ 14 ] |
| 15 | 19 de janeiro de 2021  | 22 de novembro de 2021 | Gênesis                            | 220  | 1     | 21h00   | Record   | Stephanie Ribeiro                                                                     | Edgard Miranda                                  | [ 14 ] |
| 16 | 23 de Novembro de 2021 | 25 de março de 2022    | A Bíblia                           | 89   | 1     | 21h00   | Record   | Camilo Pellegrini Raphaela Castro Stephanie Ribeiro Vivian de Oliveira Renato Modesto | Edgard Miranda Alexandre Avancini               | [ 15 ] |
| 17 | 22 de Março de 2022    | —                      | Reis                               | —    | 13    | 21h00   | Record   | Raphaela Castro Cristiane Cardoso                                                     | Juan Pablo Pires Leonardo Miranda Rudi Lagemann | [ 16 ] |